# Geum glaciale
Geum glaciale är en rosväxtart som beskrevs av J.E. Adams och Fisch.. Geum glaciale ingår i släktet nejlikrotsläktet, och familjen rosväxter. Inga underarter finns listade i Catalogue of Life.